# فلسفة الرومان

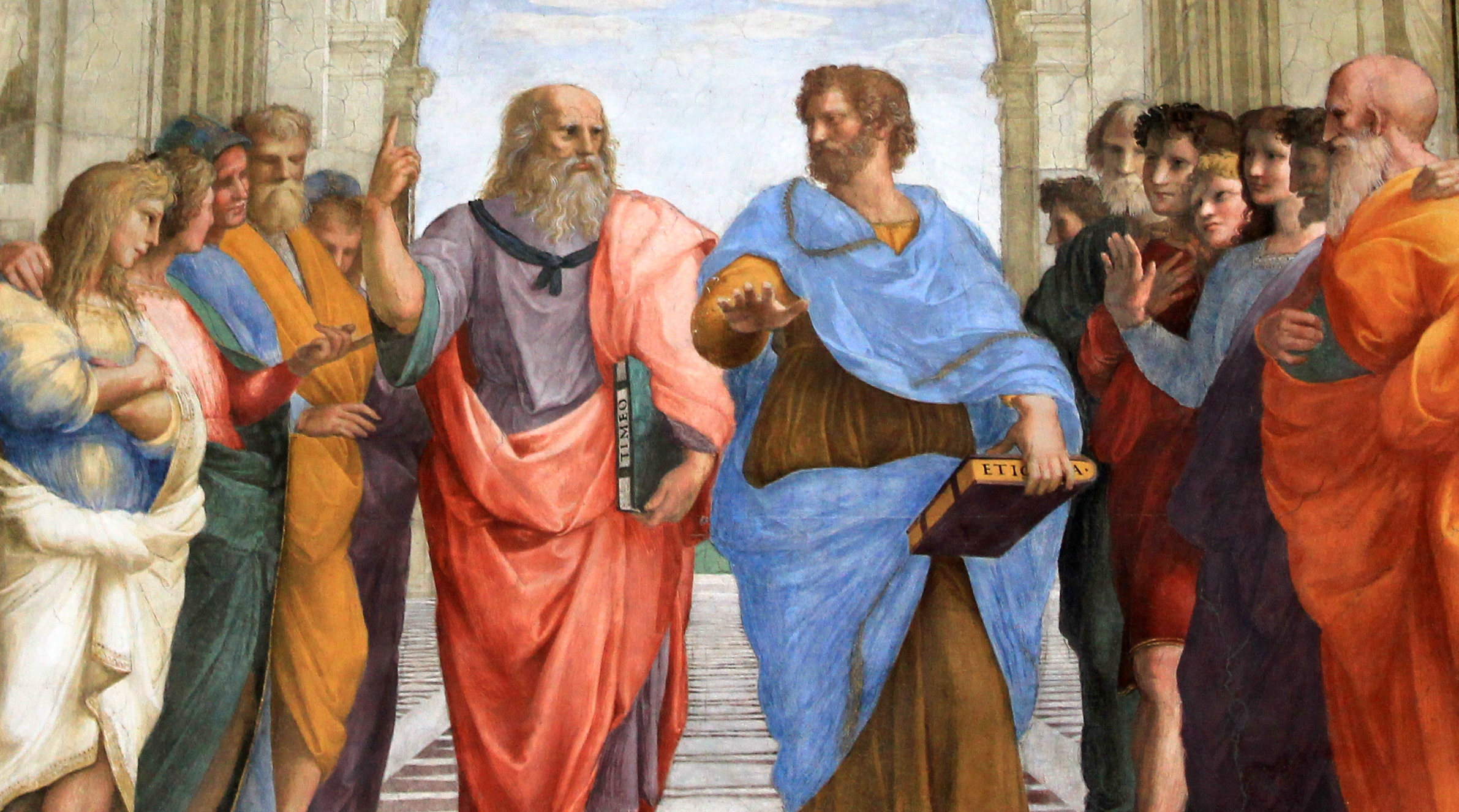

سارت أبحاث المذاهب الفلسفية منذ سقراط وأفلاطون وأرسطو في اتجاهات ثلاثة: المنطق، الطبيعة، الأخلاق. وكانت المدارس الفلسفية الأولى في أثينا تعنى بالمنطق والطبيعة، أكثر من اهتمامها بالأخلاق. فلما امتزجت حضارة الرومان بحضارة الإغريق، وقامت مدارس الفلسفة في روما على غرار ما عرفته أثينا، ظهرت محاولات للتوفيق بين المذاهب الفلسفية اليونانية، فضلاً عن السعي للاختيار من كل مذهب، ما يتفق والبيئة الطبيعية والاجتماعية للرومان. ومع ذلك فلم يقدم الرومان من خلال هذه المحاولات ما يعد بجديد في المذاهب الفلسفية، بل بدا واضحاً للعيان التأثر أساساً بمذاهب ثلاثة رئيسية، وهي مذهب الشك، والإپيقوريين، والرواقيين. وهذه المذاهب الثلاثة اهتمت بالأخلاق، أكثر من اهتمامها بالمنطق والطبيعة.

## تأثير الإسكندر والرومان علىالفلسفة الإغريقية
ما لبثت معالم الحياة في أثينا أن تغيرت، بظهور الإسكندر الأكبر، وما حققه في تلك الفترة الوجيزة من حكمه، من غزوات وفتوحات بلغت أبواب الهند. ذلك أن حكم المدينة - كما كانت الحال في أثينا - حل مقامه حكم وحدات سياسية أوسع نطاقاً، وأكثر امتداداً من حكم المدينة. وتأكد هذا الإتجاه في الحكم بعد موت الإسكندر، وتقسيم الامبراطورية بين قواده. فاتسعت الهوة بين الحاكم وأفراد المجتمع، وتقطعت أوصال الصلة التي كانت تربط بين الحاكم والمحكوم في المدينة الصغيرة.
وبعد أن كان الاهتمام ينصرف أساساً إلى إسعاد المواطن الحر، وتقرير الحقوق التي يجب أن يتمتع بها، إذ بهذا الاهتمام يتحول عن المواطن الحر، ويتجه إلى خدمة الحاكم، وترتيب مجموعة من الحقوق تكفل له السيادة والاستمرار في تولي السلطة، دون أدنى التفاتة إلى حقوق المواطنين.
وفي هذا ما ينبئ بأن محور المذاهب الفلسفية قد تغير عند الإغريق، في ظل فتوحات الإسكندر، ومن جاء بعده من قواد، عما كان الأمر عليه في ظل حكم أثينا الديمقراطي. وقدر لهذا التحول أن يستمر في اتجاهه الجديد، بعد أن اضمحل حكم الإغريق، وبدأت جحافل الرومان تكتسح كل الجيوش التي تقف في طريقها، وتواصل فتوحاتها في الشرق والغرب، حتى أصبح البحر المتوسط عام 188 ق.م. بحيرة رومانية، وما لبثت اليونان عام 146 ق.م. أن سقطت صريعة الغزو الروماني، وأمست إقليماً من أقاليم الإمبراطورية الرومانية.
وإذا كانت اليونان قد نعمت ببعض الاستقرار، وبقسط من السلام تحت الحكم الروماني، إلا أنها وجدت في بادئ الأمر معارضة من جانب الرومان في تقبل جوانب الحضارة الإغريقية والإفادة من تراثها. وعلى الرغم من أن اللغة اليونانية ظلت لغة الأدب والفنون، إلا أن اللغة اللاتينية، وهي لغة الغزاة، أصبحت اللغة السائدة والدارجة في مجال المعاملات، فضلاً عن أنها لغة القانون الذي فرضه الرومان.

## روما والفلسفة الإغريقية
وما لبثت المعارضة للتراث اليوناني أن خفت على مر السنين، وبدأ الرومان يدركون أهمية الحضارة الإغريقية، وينهلون من منابعها في جوانب الفكر المختلفة. ولعل أهم هذه الجوانب التي أفاضوا في الاستزادة منها، الفلسفة الإغريقية. وسرعان ما انتقلت إلى روما مدارس الفلسفة الإغريقية التي سادت في أثينا. وولع الشباب الروماني ببعض اتجاهات هذه الفلسفة، حتى أثارت انتباه الحكام. ومن ذلك مدرسة السوفسطائيين التي انتهى بها الأمر إلى أن طردت من روما، بدعوى أنها تبلبل الفكر، وتزعزع الرأي، وتنشر الفتنة بين الشباب، بما تثيره من جدل حول تصرفات الحاكم.
ويبدو أن روما لم تدرك أن فلسفة أثينا، في ظل عصرها الذهبي الديمقراطي، لا يمكن أن تسود في ظل حكم الامبراطورية التي يكاد ينفرد بالسلطة فيها حاكم فرد، ينوب عنه في السلطة المطلقة، نوابه في الأقاليم.
وما من شك في أن هذا الاعتبار هو الذي كان وراء ظهور مذاهب فلسفية جديدة عند الرومان، أو التأثر بنوع دون غيره من مدارس الفلسفة الإغريقية، فساد مذهب الإپيقوريين، والرواقيين، والمتشككين.